# Lyropteryx terpsichore
Lyropteryx terpsichore är en fjärilsart som beskrevs av John Obadiah Westwood 1851. Lyropteryx terpsichore ingår i släktet Lyropteryx och familjen Riodinidae. Inga underarter finns listade i Catalogue of Life.